# Большая Гора (Коношский район)
Большая Гора — деревня в Коношском районе Архангельской области. Входит в состав Тавреньгского сельского поселения.

## География
Находится в юго-западной части Архангельской области на расстоянии приблизительно 39 км на восток-юго-восток по прямой от административного центра района поселка Коноша.

## История
В 1859 году здесь (деревня Вельского уезда Вологодской губернии) было учтено 15 дворов.

## Население
Численность населения: 141 человек (1859 год), 92 (русские 100 %) в 2002 году, 77 в 2010.